# 中條資俊
中條 資俊（ちゅうじょう すけとし、なかじょう すけとし、明治5年11月7日（1872年12月7日） - 昭和22年（1947年）3月1日）は、日本の医師・ハンセン病研究者。医学博士。北部保養院（国立療養所松丘保養園）院長、園長。

## 生涯
1872年11月7日 山形県南置賜郡塩井村（現・米沢市）に生まれる。幼名竹田留吉。1897年 第一高等学校医学部に入学。数え年26歳。1900年 中條家に養子となり、長女ハルと結婚。1901年 千葉医学専門学校卒業。1902年 医術開業免状下付。県立千葉病院医員。1903年 慰廃園嘱託医。1904年 伝染病研究所助手。1909年4月1日 青森県より北部保養院医長同月25日に院長を命じられる。青森県警察部長永田亀作院長兼務、次いで、5月に大味久五郎が同時に院長という記録になっている（1910年10月5日まで）。1910年10月6日 内務省と内閣により療養所長兼医長、北部保養院院長兼医長を命じられる。1922年 欧米各国へ出張。1928年 慶応大学　医学博士。「組織性肥胖細胞に就て」。 
 
1939年 日本らい学会（青森）会長。1941年 救らい事業功労者として表彰。叙勲三等綬瑞宝章。1944年10月 病臥。1947年3月1日 逝去。国立療養所葬。

## 「らい療養所」である北部保養院長（後の国立療養所松丘保養園長）として
北里柴三郎の推挙でなったといわれる。（北島多一、光田健輔、高野六郎）。その前の慰廃園も同様である。久保田善吉（開設当初介護人、のち退職し医師となり再び採用）によると最初は中條は医長で所長は警察部長のようである。東北6県と北海道の連合立であったのでなにかと不如意であった。昭和3年（1928年）に大火に見舞われた。入所を希望する人すべてを入所できず、また昭和9年（1934年）には外島保養院の患者50名も収容した。行政のたちおくれで、中條は昭和11年（1936年）に東北地方に国立らい療養所設置を要望すると訴えた。その月の10月にふたたび大火に見舞われ昭和14年（1939年）に国立療養所東北新生園ができた。

## 人となり、逸話、趣味
職員の無理解に心を痛め、患者には親切にしてので患者の信頼を得たために患者たちも先生を慈父のように慕ったとある。相当著しい東北弁であるが、宴席では堂々と追分も歌い、高野六郎、光田健輔、土肥慶蔵の前でも歌い強い印象を与えた。しかし老境になり歌わなくなった。飄々として天衣無縫。色々趣味に手を出したが、逸話は多い。お金を腹部にしまっておいて、払う段になって取り出した。欧米留学の時に金を取られてからの習慣である、など多数ある。先生の信頼は絶大で、大正11年の2年の官費旅行（留学）もその表れとある。光田健輔の4年年上で、学会でも意見の相違を超えて信頼された。

## 皇室との関係
1930年、貞明皇后より銀花瓶と金一封を賜る。1935年、1937年、1938年、1940年、1941年大宮御所で貞明皇后に拝謁。1936年の大火時も浄財を賜った。中條園長逝去に際し貞明皇后から梅一鉢御供物御香料を賜り、「中條園長病気中御見まいに参りたいと思って居りましたが、御見舞に参らない中に亡くなられ実に御気の毒である。功労者としてできるだけのことをやってくれ」との言葉を賜った。

## 研究
- 先天性らいについて 細菌学雑誌 193, p771, 1911
- 初生児の初発らいについて 皮膚科泌尿器科雑誌 14,11,1026,1914
- 先天性らい菌血症並びに胎盤らいについて ibid 15,6,446，1915
- らいバクテリエミーについて ibid. 16,4,308,1916.
- 先天性らいについて 東北医学雑誌 8,補冊、30p.1922.
- らいのテトロドトキシン療法成績 細菌学雑誌 197,153,1912.
- らい結節および浸潤にたいする灸治療法の臨床的価値について 東京医事新誌 1768,1912.
- らい性進行性初期斑紋にたいする古賀氏治療液の治癒的作用について 医海時報 1109,1915.
- 古賀氏液のチアノクブロールをもってせるらい療法の臨床的所見 細菌学雑誌 244,351,1916.
- らい患者のピルケー氏反応について 細菌学雑誌 211,379,1913.
- らい血清の補体結合反応および北里博士のB.E.G並びにクオリンにたいする沈降反応について 細菌学雑誌 213,487,1913.
- らいの血清診断的研究 第1報告 細菌学雑誌 227,263,1914.
- 同 第2報告 ibid. 227,90,1914.
- 組織性肥はん細胞について 日新医学 17,3,457,1927.（学位論文）
- 中條資俊 //組織性肥胖細胞に就て 1928年　学位論文データベースによる 慶応義塾大学に提出
- 自家新薬チラインノらいおよびその併発せる丹毒に対する作用について （第1報）皮膚科および泌尿器科雑誌 28,5,576,1928.
- らい及びその併発丹毒に対する自家新薬TRの治療成績について 第1、2回らい学会発表論文集 218p.1933.
- TRの治療効果について レプラ 2,108,1931.
- らいのTR及び対照療法成績 レプラ 5,156,1934.
- Ueber die Zuechtung von Tuberkelbazillen asu den Auswuerfen von Leproen. Tohoku J Exp Med 31, 431,1937.

その他多数の論文がある。療養所の雑誌「甲田の裾」にも多数寄稿した。

### TRについて
テレピン油から作った製剤で、中條が最も力をいれた治療薬であり、最初はKlingmullerが作ったものという。ある学会では2時間に及ぶ発表もしたという。原料（アカマツやヒバの樹脂）がなくなり研究を中止した。他に漢方薬を研究した。

## 隔離問題に関する意見
1919年12月19・20日、内務省保健衛生調査会第4部会での会合での中條資俊の意見。「らい患者を南海の孤島に送ることは理想的であるが、困難である。訓練できたものは離島に送り、在宅患者は有料で現在の療養所に送る。島で暴動が起これば罰島を作り送る。

## 批判
中條資俊にたいする批判の声は少ない。林文雄は”TRの研究にしても患者は陰でこっそり大風子油を注射して居るんだと笑う人が多い。”と記載している。老境に入り、居眠りをすることも指摘されたが、本人はあまり気にされなかったとある。小松裕は、「ハンセン病患者の性と生殖」という論文において、中條の1915年の文献を引用し、胎児への感染の問題を巡って新生児の遺体の解剖検査を実施したいという意欲を批判している。

## 文献
- 『中條資俊伝』1983年　北の街社 青森。